# Xuhui
Xuhui är ett stadsdistrikt i centrala Shanghai i östra Kina.
Xuhui är indelat i tolv stadsdelsdistrikt (jiedao) och en köping (zhen):
Stadsdelsdistrikt:

- Caohejing (漕河泾街道)
- Changqiao (长桥街道) FIX
- Fenglinlu (枫林路街道)
- Hongmeilu (虹梅路街道)
- Hunanlu (湖南路街道)
- Kangjian Xincun (康健新村街道)
- Lingyunlu (凌云路街道)
- Longhua (龙华街道)
- Tianlin (田林街道) FIX
- Tianpinglu (天平路街道)
- Xietulu (斜土路街道)
- Xujiahui (徐家汇街道)

Köping:
- Huajing (华泾镇)